# Superlove Greatest
Super love Greatest er det opsamlingsalbum fra det danske rockband Malurt. Det blev udgivet i 2005 og består af en CD med sange fra gruppens albums, samt en DVD med musikvideoer til gruppens største hits. I forbindelse med udgivelsen blev gruppen genfornet for at tage på en kort turne.

## Spor
CD
1. "Kanonføde (Kold Krig)" - 2:50
2. "Superlove" - 3:25
3. "Sidste Station" - 3:54
4. "CPR" - 2:29
5. "Den Tid Det Tar" - 3:58
6. "Tilbage Til Byen" - 3:29
7. "Neonsolen" - 3:33
8. "Mød Mig I Mørket" - 3:58
9. "Lev Stærkt" - 2:50
10. "Black-Out" - 3:49
11. "Som Et Lyn" - 4:42
12. "Spøgelser" - 3:07
13. "Den Eneste I Verden" - 4:55
14. "Gorilla Med Guldøl" - 3:29
15. "Hjerte Af Is" - 3:03
16. "Gi Dig Selv Fri" - 3:45
17. "Hey Hey My My" - 4:01
18. "Himlens Bagdør" - 4:26
19. "Os To Nu" - 4:55
20. "De Vildeste Fugle" - 4:25
21. "Vi Ses Igen" - 2:26

DVD
1. "Spøgelser"
2. "Hjerte Af Is"
3. "Gorilla Med Guldøl"
4. "Den Eneste I Verden"
5. "Gammel Kærlighed"
6. "Sidste Station"
7. "CPR"
8. "Superlove"
9. "Neonsol"
10. "Panik"